# Strappo

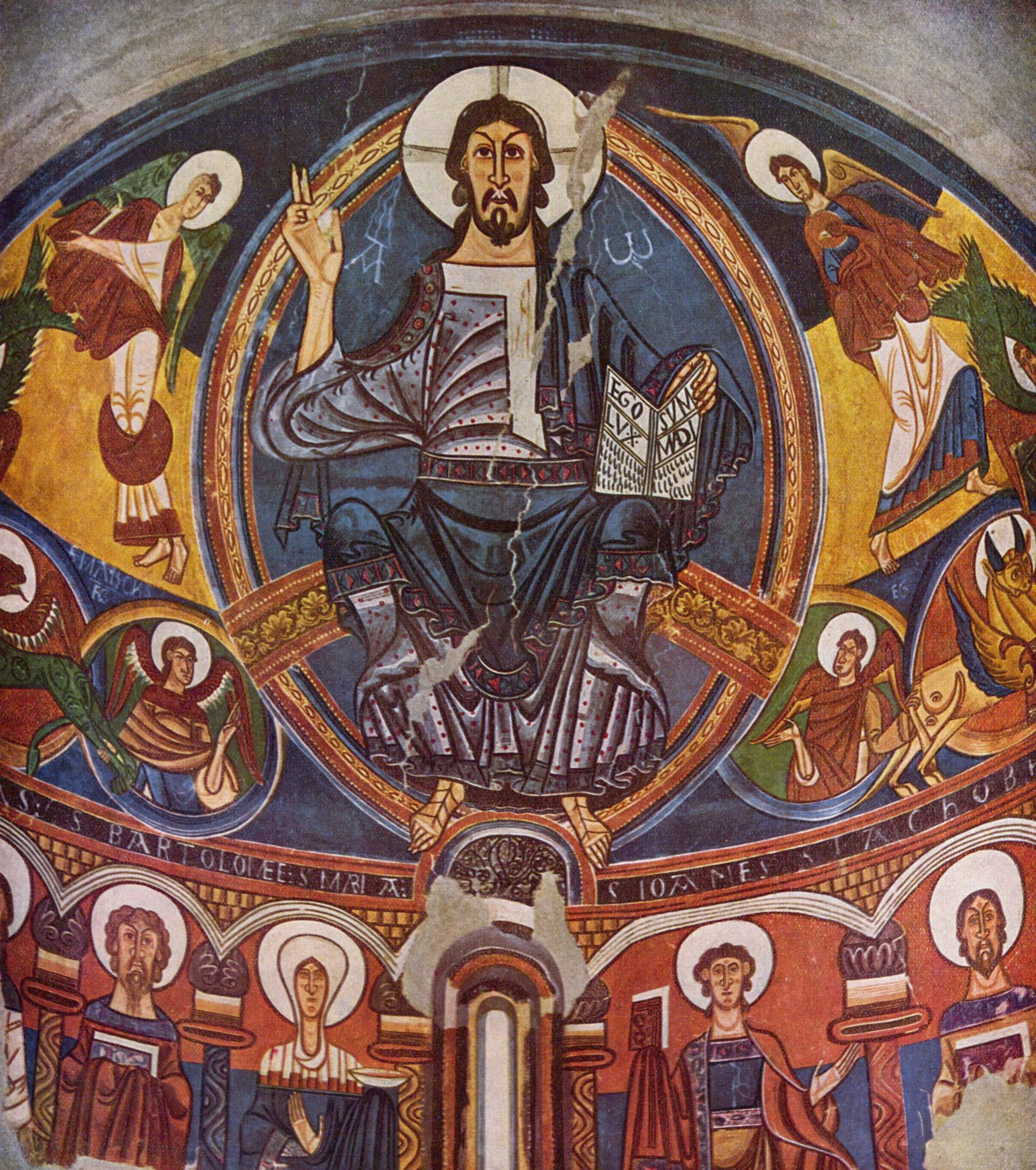
Ábside central de San Clemente de Taüll, el Museo Nacional de Arte de Cataluña después de un arranque en strappo.

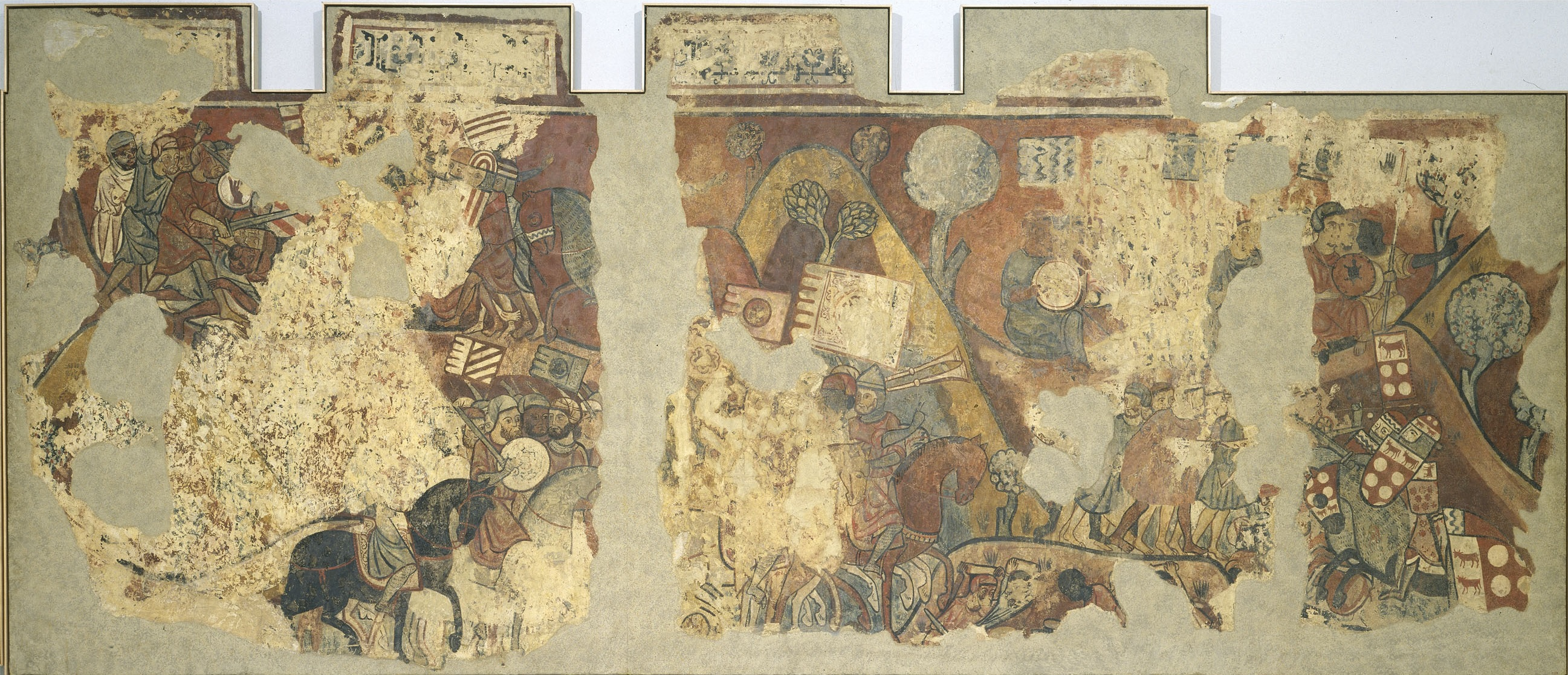
Panel de la Batalla de Portopí de las pinturas murales de la conquista de Mallorca, trasladadas con la técnica del strappo en el MNAC.

El  strappo  es una palabra italiana que da nombre a la técnica de arranque de la superficie cromática de una pintura mural, con la que se consigue separar la película que forma la pintura del rebozado del muro posterior donde se encuentra.
Este traslado se ha realizado desde la antigüedad. Vitruvio relató cómo en el año 59 a. C., algunas pinturas habían sido sacadas de muros cortando los ladrillos y colocadas en marcos de madera para ser llevadas al  Comitium  a Roma. El arqueólogo Amedeo Maiuri encontró pinturas murales en bastidores de madera en las excavaciones en Pompeya, como precursor de la extracción, casi masiva en época más moderna, que comenzó a efectuarse a partir de los siglos XVIII y XIX, a veces con fines especulativos por parte de coleccionistas particulares.

## Proceso
El proceso consta de varias partes:
- La limpieza del muro o superficie donde se encuentra la pintura, deberá hacerse con cuidado para librar la pintura de restos de polvo, cal o retoques de pintura superpuesta. Una vez limpia toda la zona, se realiza el asentamiento del color con un fijador que no sea orgánico y que altere lo menos posible los colores originales.[4] Antiguamente se hacía con goma laca descerada o polímero acrílico; actualmente algunos restauradores utilitzan resina epoxi.[5]
- Preparación de gasas y telas de algodón empapadas en cola orgánica caliente soluble en agua. La selección de las telas y de la cola debe ser bien estudiada para asegurar el éxito de la operación. Con estas telas se cubre la pintura que se desea arrancar; es necesaria su aplicación uniforme sin dejar huecos entre la telas y la pintura, y que se adapte perfectamente a las irregularidades que pueda presentar el muro, para que en el momento de su arranque (strappo) no quede ningún resto de pintura. Algunas veces tienen que ponerse de dos a tres capas de telas encoladas para conseguir una fuerza de adhesión superior a la que existe entre la pintura y la pared.[6]
- Cuando las capas estén secas, se procede al strappo de manera lenta y cuidadosa. Se levanta tirando de un lado de la tela, a veces con la ayuda de una espátula, para conseguir que arrastre la capa de pintura y poder así enrollarla progresivamente, para hacer más fácil el arranque.[7][8]
- Una vez extraída la pintura, se procede a extender la capa soporte sobre una superficie plana, y siempre por la cara de la capa donde está la pintura. De esta forma se pueden desprender fácilmente los restos de cal o rebozado del muro que pudieran haberse quedado enganchados. A continuación se aplica una gasa y una arpillera o tela de lino empapada en una solución de cola de caseinato cálcico insoluble en agua.[7]
- Una vez trasladada la pintura al nuevo soporte para su correcta adhesión, con ayuda de agua caliente se arrancan las telas de la parte central que se habían colocado para su extracción.[9]

### Otras técnicas
Para el arranque de pinturas principalmente al fresco, pero también se puede aplicar a la pintura mural al óleo, barniz o a la cera así como sobre tabla, existen otras técnicas además del  strappo, como es el "stacco" en el que se arranca la capa pictórica conjuntamente con la capa de preparación o intonaco. Por último encontramos la técnica de  lo stacco a massello  en la que se arranca la capa pictórica, la capa de preparación y el soporte. Este sistema es el más costoso de realizar y el más complicado para trasladar por el gran peso que supone la carga posterior del muro. Como además se une el tamaño del formato que no puede ser muy grande, se limita el uso de esta técnica a piezas pequeñas; es también la técnica más antigua que se conoce.

## Actuaciones
En el siglo XXI con el progreso en la técnica de restauración de estas obras de arte, se hace posible el tratamiento de estas pinturas  in situ . Dejando para su strappo en murales donde las circunstancias de los cuales son estudiadas a fondo y es inevitable su traslado, como podría ser la ruina irreversible del edificio donde se encuentran o la construcción de un pantano en que se encuentra un edificio que debe quedar anegado.
Otros motivos de traslado pueden ser el riesgo que puede correr la pintura debido al cambio del edificio para una nueva función, el emplazamiento de iglesias o ermitas mal vigiladas o abandonadas en lugares lejanos con posible peligro de robo. En este último caso se encontraban muchas de las iglesias románicas catalanas, por lo que sus pinturas murales fueron trasladadas al Museo Nacional de Arte de Cataluña a principios de siglo XX, cuando ya se habían empezado a vender a coleccionistas o habían empezado a sufrir inundaciones como las que tuvo Florencia cuando el Arno se desbordó en 1966.
De acuerdo con el Consejo Internacional de los Monumentos y Sitios Históricos (ICOMOS):

... el arranque y transferencia son operaciones peligrosas, drásticas e irreversibles que afectan gravemente a la composición física, la estructura material y las características estéticas de las pinturas murales. Estas operaciones, por tanto, solo se justifican en casos extremos, cuando todas las opciones de tratamiento  in situ  no son viables. Las pinturas (murales) arrancadas deberán ser repuestas a su emplazamiento original.